# Бешкаппа
Бешкаппа́ (тадж. Бешкаппа) — село у складі Хатлонської області Таджикистану. Адміністративний центр Наврузького джамоату району Носірі Хусрава.
Населення — 5000 осіб (2017).